# Boaz Yakin
Boaz Yakin (* 20. Juni 1966 in New York City) ist ein US-amerikanischer Regisseur, Drehbuchautor und Filmproduzent israelischer Herkunft.

## Werdegang
Boaz Yakin ist ein Sohn der israelisch-amerikanischen Schauspiellehrer Moni Yakim und Mina Yakin. Er begann seine Tätigkeit als Drehbuchautor 1989 mit dem Drehbuch zu The Punisher. Ein Jahr später schrieb er das Drehbuch zu Rookie – Der Anfänger. Im Jahr 1994 gab er sein Debüt als Regisseur mit dem Filmdrama Fresh. Auch hier war er als Autor beteiligt. Auf dem Sundance Film Festival konnte er für diese Arbeit einen Preis gewinnen.
Im Jahr 2000 drehte er Gegen jede Regel gefolgt von Uptown Girls – Eine Zicke kommt selten allein im Jahr 2003. Als Drehbuchautor schrieb er an From Dusk Till Dawn 2 – Texas Blood Money (1999) und Dirty Dancing 2 (2004) mit. Als Filmproduzent beteiligte er sich an 2001 Maniacs, als ausführender Produzent wirkte er an Hostel 2 mit.
2010 erschien die Computerspielverfilmung Prince of Persia: Der Sand der Zeit, bei der er ebenfalls als Drehbuchautor beteiligt ist. 2012 erschien sein neuer Film Safe – Todsicher (Safe) mit Jason Statham in der Hauptrolle, bei dem er das Drehbuch schrieb und Regie führte. Weitere Regiearbeiten in verschiedenen Genres folgten. 
Yakin war mit der israelischen Musikvideoregisseurin Alma Har'el verheiratet.

## Filmografie (Auswahl)
- 1989: The Punisher, Drehbuch
- 1990: Rookie – Der Anfänger (The Rookie), Drehbuch
- 1994: Fresh, Regie und Drehbuch
- 1999: From Dusk Till Dawn 2 – Texas Blood Money, Drehbuch
- 2000: Gegen jede Regel (Remember the Titans), Regie
- 2003: Uptown Girls – Eine Zicke kommt selten allein (Uptown Girls), Regie
- 2004: Dirty Dancing 2 (Dirty Dancing 2: Havana Nights), Drehbuch
- 2005: Hostel, Produzent
- 2005: 2001 Maniacs, Produzent
- 2007: Hostel 2 (Hostel: Part II), Produzent
- 2010: Prince of Persia: Der Sand der Zeit (Prince of Persia: The Sands of Time), Drehbuch
- 2011: Bombay Beach, Produktion
- 2012: Safe – Todsicher (Safe), Drehbuch und Regie
- 2013: Die Unfassbaren – Now You See Me (Now You See Me), Drehbuch
- 2015: Max, Regie und Drehbuch
- 2018: Boarding School, Regie und Drehbuch
- 2020: Aviva, Regie, Produzent und Drehbuch
- 2021: The Harder They Fall